# Organo del duomo di Valvasone

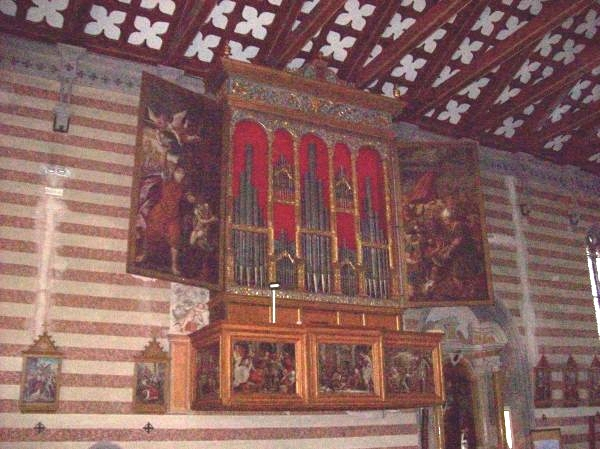
L'organo del duomo di Valvasone.

L'organo del duomo di Valvasone è uno strumento monumentale realizzato dall'organaro Vincenzo Colombi nel corso del XVI secolo.

## Storia
L'organo del duomo di Valvasone venne realizzato da Vincenzo Colombi fra il 1532 e il 1533 su commissione dei nobili della città. Posizionato in una cantoria sulla parete destra dell'edificio, iniziò a suonare nel 1533, ma la cassa lignea venne completata solo nel 1535. Fra il 1535 e il 1538 la cassa fu decorata dall'intagliatore Girolamo di Venezia e dal doratore Tommaso Mioni da Udine. I dipinti sulle portelle vennero commissionati al Pordenone, che, però, morì nel 1539, lasciando incompiuto il lavoro. L'opera venne portata a termine pochi anni dopo da Pomponio Amalteo.
Le portelle presentano temi dell'Antico Testamento: nella parte esterna è raffigurata la Caduta della manna dal cielo, mentre nella parte interna, quando le portelle vengono aperte, è visibile il Sacrificio di Isacco (sull'anta sinistra) e il Sacrificio di Melchisedech (sulla destra). Sulla parte anteriore della cantoria, invece, sono presenti le Nozze di Cana, la Cacciata dei mercanti dal Tempio, la Guarigione del paralitico alla piscina di Betzaeta, la Moltiplicazione dei pani e dei pesci e la Conversione della Maddalena.
Numerosi interventi su canne e registri, eseguiti fra il XVII e il XIX secolo, finirono per stravolgere l'impostazione fonica rinascimentale originaria. All'inizio del XX secolo la manutenzione dell'organo, ormai divenuto insuonabile, venne interrotta e lo strumento fu, di fatto, abbandonato. L'organo subì un primo importante restauro, fra il 1972 e il 1974, da parte di Alfredo Piccinelli, al quale ne seguì un altro, nel 1999, eseguito da Francesco Zanin.
Quest'ultimo restauro, condotto seguendo precisi criteri filologici, riportò lo strumento alle sue condizioni originarie. Dall'inizio del XXI secolo l'organo viene regolarmente utilizzato per la registrazione di musiche rinascimentali, per corsi sull'interpretazione della musica antica e per rassegne internazionali di concerti. Lo strumento, inoltre, venne preso come modello per le misure del nuovo organo della chiesa di San Salvador a Venezia.

## Caratteristiche tecniche
Lo strumento si trova su una cantoria lignea, addossata alla parete destra dell'unica navata dell'edificio. Il prospetto è composto da canne in stagno, disposte simmetricamente a cuspide all'interno di cinque campi divisi da colonne. La metà superiore del secondo e del quarto campo è costituita da organetti morti.
La consolle dispone di un manuale di 47 note (Fa−1-Fa4) con tasti diatonici in bosso e cromatici in ebano, pedaliera a leggio da 20 note (Fa−1-Re2), costantemente unita al manuale. I registri sono azionabili mediante manette a incastro a scorrimento verticale, disposte alla destra del manuale.
L'aria è fornita da tre mantici a cuneo, azionabili a mano o elettricamente, e la pressione del vento è di 43 mm in colonna d'acqua. Il temperamento è il mesotonico a un quarto di comma e il corista del La è di 492,5 Hz a 22°. La disposizione fonica è la seguente:
| Manuale         |     |
| Tenori          | 10' |
| Ottava          |     |
| Quintadecima    |     |
| Decimanona      |     |
| Vigesimaseconda |     |
| Vigesimasesta   |     |
| Vigesimanona    |     |
| Flauto in XV    |     |

| Pedaliera        |
| Unita al manuale |

| Accessori                    |
| Fiffaro (tremolo nel canale) |